# (3331) Kvistaberg
(3331) Kvistaberg ist ein Asteroid des inneren Hauptgürtels, der am 22. August 1979 vom schwedischen Astronomen Claes-Ingvar Lagerkvist am La-Silla-Observatorium in Chile bei einer Helligkeit von 16,3 mag entdeckt wurde. Nachträglich konnte der Asteroid auf Aufnahmen identifiziert werden, die bereits am 6. Oktober 1972, am 18. und 20. Dezember 1976 und am 6. Mai 1978 am Krim-Observatorium in Nautschnyj gemacht worden waren.
Der Asteroid wurde benannt nach dem Observatorium Kvistaberg der Universität Uppsala. Mit dem dortigen Schmidt-Teleskop wurden mehrere Kleinplaneten entdeckt.

## Wissenschaftliche Auswertung
Eine Untersuchung von 2006 analysierte die im Moving Objects Catalog (MOC) der Sloan Digital Sky Survey (SDSS) erfassten photometrischen Farbdaten von über 43.000 Asteroiden. Dabei wurden etwa 500 Kandidaten für den basaltischen V-Typ identifiziert, darunter auch (3331) Kvistaberg. Er ist damit im Spektraltyp vergleichbar mit (4) Vesta, allerdings ohne der Vesta-Familie anzugehören. Am 12. November 2017 wurde (3331) Kvistaberg mit dem Telescopio Nazionale Galileo (TNG) am Roque-de-los-Muchachos-Observatorium auf La Palma im sichtbaren Spektralbereich beobachtet. Es konnte dabei die Zuordnung zum V-Typ bestätigt werden.
Auch eine Auswertung der Daten der Moving Objects from VISTA survey (MOVIS), einer Durchmusterung im Infraroten mithilfe des Visible and Infrared Survey Telescope for Astronomy (VISTA) am Paranal-Observatorium in Chile, führte zu einer Liste von knapp 500 Kandidaten für den V-Typ, die für weitere Untersuchungen ausgewählt wurden. Darunter war wieder (3331) Kvistaberg, der anschließend am 8. Dezember 2018 mit dem Nordic Optical Telescope (NOT) am Roque-de-los-Muchachos-Observatorium spektroskopisch näher untersucht wurde. Er wurde daraufhin erneut als Asteroid vom basaltischen V-Typ eingestuft. Das Spektrum wies auf eine Oberfläche aus unverwittertem Pyroxen hin. Auch eine weitere Beobachtung am 22. April 2019 am NOT bestätigte erneut den V-Typ und lieferte einen Wert für die Rotationsperiode von 7,5888 h.
Ein Versuch, für (3331) Kvistaberg ein dreidimensionales Gestaltmodell und die Position der Rotationsachse zu bestimmen, blieb in einer Untersuchung von 2023 wegen der komplexen und wenig ausgeprägten Lichtkurve erfolglos.